# مذكرات السير الذاتية لزملاء الجمعية الملكية
مذكرات السير الذاتية لزملاء الجمعية الملكية (بالإنجليزية: Biographical Memoirs of Fellows of the Royal Society)‏ هي دورية أكاديمية حول تاريخ العلوم تصدر سنويا عن الجمعية الملكية. تنشر نعي زملاء الجمعية الملكية. تأسست عام 1932 تحت اسم «ملاحظات نعي زملاء الجمعية الملكية» (بالإنجليزية: Obituary Notices of Fellows of the Royal Society)‏ وحصلت على العنوان الحالي عام 1955.
من أبرز الشخصيات الذين وردت سيرهم في نسخ الدورية ألبرت أينشتاين وآلان تورنغ وبيرتراند راسل وكلود شانون وكليمنت أتلي وإرنست ماير وإرفين شرودنغر.
في كل عام تصدر نسخة تضم 20 إلى 25 من أعضاء الجمعية الملكية الراحلين يرتبها رئيس تحرير المجلة الحالي جون تريفور ستيوارت الذي خلف توم مياد عام 2012.